# Casa Presidencial de Honduras
Casa Presidencial de Honduras o también conocida como «Palacio José Cecilio del Valle», es la residencia destinada para el presidente de Honduras. Actualmente la residencia presidencial hondureña tiene su sede en el Palacio José Cecilio del Valle.

## Historia
Desde 1821, la primera casa destinada para oficina y residencia del gobernante del Estado de Honduras  fue la del Ayuntamiento de Comayagua. Aquí se tomaron decisiones importantes en la etapa naciente de Honduras como nación, por espacio de unos sesenta años hasta trasladarse la capital definitivamente a Tegucigalpa, mediante Decreto n.º 11, fechado el 30 de octubre de 1880 en el gobierno de Marco Aurelio Soto “Reformador de la República”. Allá también, además del Ejecutivo, se trasladarían las sedes Judicial y Legislativo, la caja real y la universidad.
La primera casa presidencial en la ciudad de Tegucigalpa sería un edificio de madera de dos plantas construido por Juan Judas Salavarría, situado al costado sur oeste de la Plaza de la Merced, donde hoy se encuentran los bajos del actual Palacio Legislativo. Las oficinas del ejecutivo fueron alojadas en la segunda planta, allí estaría el despacho del señor presidente Soto y el del secretario general de gobierno Ramón Rosa. En 1883, el nuevo presidente de Honduras es el general Luis Bográn, quien estimó que la casa ocupada por Soto no estaba del todo adecuada, por lo que traslado las oficinas a otro edificio que estaba encontrado a la diestra del salón de sesiones del Congreso Nacional. Este inmueble era de bases de piedra y paredes de construcción de adobe y amplios salones para los destinos administrativos gubernamentales decorados con el estandarte, pabellón, escudos y pinturas de los héroes nacionales y una parte se destinó para la guardia o escolta presidencial, que más tarde sería la Escuela de Cabos y Sargentos. 
En esta casa gobernaron los presidentes: Luis Bogran Barahona, Ponciano Leiva Madrid, Domingo Vásquez Toruño, Policarpo Bonilla Vásquez, Terensio Sierra Romero, Manuel Bonilla Chirinos, Manuel Rafael Dávila Cuéllar y Francisco Bertrand Barahona, quien en su gobierno trasladaría nuevamente la sede gubernamental a un nuevo edificio donde hoy se encuentra el Banco Central de Honduras, allí también funcionaron las oficinas de correos nacionales. 
En 1914, el gobierno hondureño de Bertrand Barahona adquirió una propiedad de Jerónimo Zelaya a un costo de 40 000 pesos hondureños para edificar una sede propia. El diseño del edificio le fue otorgado al arquitecto italiano Augusto Bressani, quien construiría un palacete utilizando las piedras de las canteras cercanas a Tegucigalpa. La fachada tiene un diseño clásico europeo victoriano, de dos plantas, corredores, muros con torreones de vigilancia, despacho presidencial sumamente acogedor y bajo una cúpula que lleva en la cima un estandarte con la bandera nacional. Aposentos, oficinas en la planta baja un salón denominado “salón azul” para recepciones, recibidor de invitados, salón de reuniones conocido como “salón de los espejos”, patio y cubículos para la guardia presidencial, techos artesonado de madera y teja de arcilla, escayolados y decorados con lámparas de piezas de cristal; los corredores presentan estatuas traídas de Italia, suelos pavimentados con mosaicos (baldosas) y cerámicas confeccionados en los talleres Bellucci de Italia. Esta nueva casa presidencial, se concluyó en 1919 bajo la presidencia de Rafael Salvador López Gutiérrez y su primer inquilino en 1920, los siguientes gobernantes en ocuparla fueron: Vicente Tosta Carrasco, Miguel Paz Barahona,  Vicente Mejía Colindres, Tiburcio Carias Andino, Juan Manuel Gálvez, Julio Lozano Díaz, el Triunvirato Militar de 1956-1959, Ramón Villeda Morales, Oswaldo López Arellano, Ramón Ernesto Cruz, Juan Alberto Melgar Castro, Policarpo Paz García, Roberto Suazo Cordova, José Simón Azcona del Hoyo. También, con 72 años de servicio gubernamental fue casa presidencial de los dos primeros años de la administración de Rafael Leonardo Callejas, quien trasladaría la sede a un moderno edificio en el Centro Cívico Gubernamental, en el boulevard Miraflores, contiguo al Palacio de Justicia. Callejas ordenaría la restauración del Palacete, remodelaciones que serían urgentes y costosas. Ahora el edificio está destinado al Archivo Nacional de Honduras (ANH) y un museo nacional, elevado a Patrimonio Histórico Nacional.

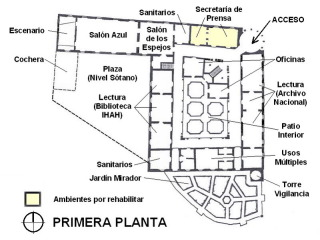
Plano del palacete, ex Casa Presidencial de Honduras.

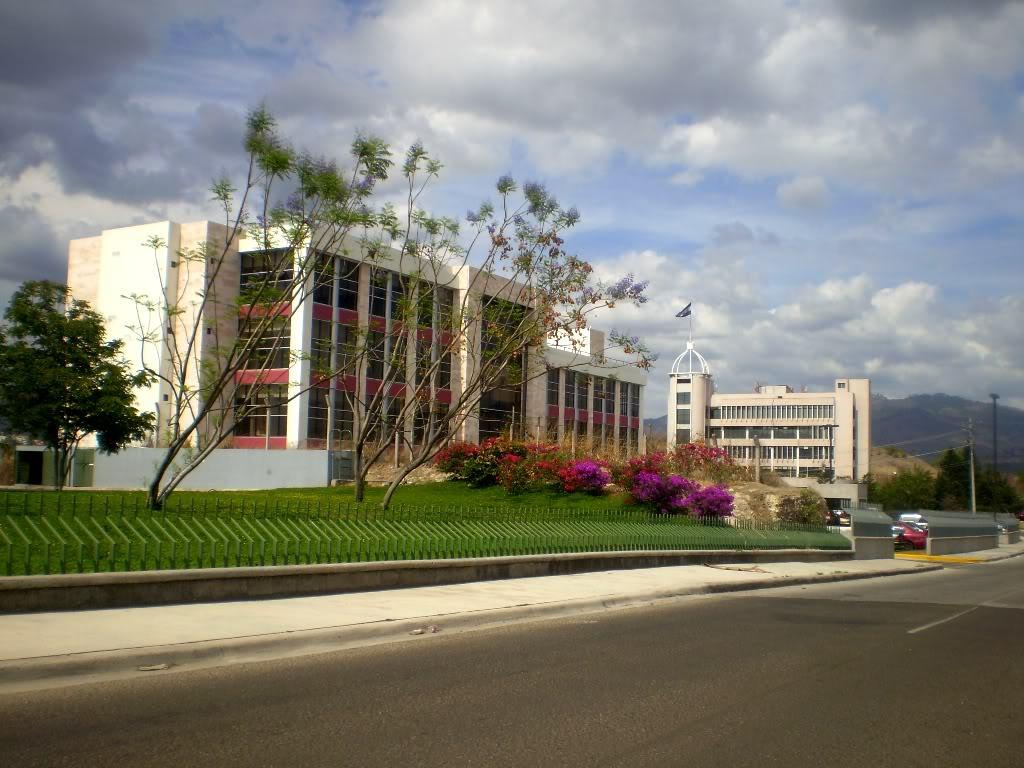
Al fondo la ex Casa Presidencial de Honduras que ocupó el presidente Rafael Leonardo callejas, situada en El Centro Cívico Gubernamental, Tegucigalpa, M.D.C.

En los siguientes dos años de su gobierno, el presidente Rafael Leonardo Callejas gestionaría en un inmueble de seis niveles y acondicionados para las oficinas del ejecutivo, los designados presidenciales, asesores presidenciales, la pagaduría, información y prensa gubernamental, la secretaría, salón de eventos, salón de sesiones de ministros y otras dependencias, aunque más grandes que el palacete, ya que este edificio no cumplía con las comodidades requeridas. Así lo recibiría su sucesor el Doctor Carlos Roberto Reina Idiáquez en 1994.

### Actual residencia presidencial
En 1998, el nuevo presidente constitucional, ingeniero Carlos Roberto Flores Facussé, no conforme con el edificio escogido por el expresidente Callejas Romero, decidió trasladar la sede del ejecutivo a un nuevo local, que estaba destinado para la Cancillería hondureña y el Ministerio de Relaciones Exteriores, como lo es el Palacio José Cecilio del Valle. Este es un imponente edificio que comenzó a construirse en 1988 bajo la presidencia del ingeniero José Simón Azcona y diseñado por el arquitecto Jorge Luciano Durón Bustillo y que costó 40 millones de Lempiras y bajo cooperación del gobierno de Taiwán. El principal despacho presidencial hondureño se denomina "Altar Q", el salón de recepciones diplomáticas se denomina General Francisco Morazán, a continuación se encuentra el salón de sesiones del Ejecutivo, el salón constitucional se encuentra decorado con pinturas del maestro Carlos Zúñiga Figueroa, el salón de conferencias bautizado como licenciado Dionisio de Herrera, seguidamente el despacho de la primera dama y otras suites, comedor, jardín La Patría.    
Desde el 25 de enero de 1998 este edificio ha alojado a los presidentes de la República de Honduras, desde Carlos Roberto Flores Facussé, Ricardo Maduro Joest, José Manuel Zelaya Rosales, el gobierno provisional del Roberto Micheletti, Porfirio Lobo Sosa, Juan Orlando Hernández Alvarado, hasta la actual Xiomara Castro de Zelaya.

### Otras casas presidenciales
- Entre 1852 a 1853, bajo la presidencia de José Trinidad Cabañas, la ciudad de Santa Rosa de Copán se convierte en capital provisional del estado y el edificio de la “Casa Nacional” se convierte en casa presidencial. Más tarde, en 1862, durante la presidencia provisional del empresario Victoriano Castellanos Cortés, este escogió dos casas de su propiedad, para los destinos de las oficinas tanto Ejecutivos como de la Asamblea Legislativa. Y por último, también fue capital provisoriamente, en 1863, para repeler el ataque del general guatemalteco José Rafael Carrera Turcios.
- Entre 1875 a 1876, en la ciudad de Gracias, departamento de Lempira, José María Medina ocupó una casona de adobe y techo de artesón de madera y teja de arcilla como su sede de gobierno.
- Xiomara Castro comienza una nueva Casa Presidencial con el mismo nombre de José Cecilio del Valle siendo en las Torres Centro Cívico Gubernamental.[1]

## Antigua Casa Presidencial
La Antigua Casa Presidencial de Honduras o Palacete Presidencial fue desde 1922 hasta 1994 la casa residencial del Presidente de Honduras. Actualmente, el Centro Documental de Investigaciones Históricas de Honduras (CDIHH) tiene su sede en dicha instalación.

### Historia
El terreno donde se construyó la Antigua Casa Presidencial anteriormente pertenecía a la Legación de México y al Hotel Picadilly. La Antigua Casa Presidencial fue construida entre 1916 y 1922, siendo el presidente Francisco Bertrand quien tuvo la idea de construir dicha instalación. Estuvo en servicio como la casa presidencial de Honduras entre 1922 y 1990. Sin embargo, el primer presidente en ocupar dicha casa fue Rafael López Gutiérrez (presidente entre 1920 y 1924). Los materiales que se utilizaron para la construcción fueron los siguientes: piedra rosada o rosáurica, y arena y piedra extraídas del río Choluteca. El arquitecto italiano Augusto Bressani fue quien dirigió la construcción de la Antigua Casa Presidencial.
Después de ser inaugurada la Casa Presidencial, su primer ocupante fue el General Rafael López Gutiérrez. Después, en 1924, la casa fue fortificada debido a la Segunda guerra civil de Honduras, en la cual depondrían al dictador López Gutiérrez. Más tarde, el general Vicente Tosta Carrasco sería su nuevo inquilino; el edificio mantuvo su Guardia de Honor Presidencial siempre alerta debido a las constantes rebeliones del general Gregorio Ferrera, quien intentó hacerse del poder hasta en tres ocasiones. Luego, el nuevo presidente, doctor Vicente Mejía Colindres, vería turbulento su mandato hasta la llegada de la longeva presidencia del doctor y general Tiburcio Carías Andino desde 1932 hasta 1947.

### Salones

#### Salón de los Espejos
Se le llama así por los cuatro espejos que decoran cada una de las paredes del salón. Estos espejos antes pertenecían al Teatro Nacional Manuel Bonilla, y por orden de Tiburcio Carías Andino fueron llevados a la Antigua Casa Presidencial. 
Actualmente, en el Salón de los Espejos están expuestas pinturas de los 18 departamentos del país (con lo más importante que representa cada uno de ellos). Estas obras fueron realizadas por el santarrosense Arturo López Rodezno, quien en España tuvo como profesores a Salvador Dalí y Pablo Picasso. 

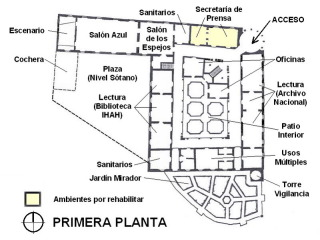
Plano del palacete, ex Casa Presidencial de Honduras.

#### Salón azul
El Salón Azul fue llamado así porque durante el mandato del Dictador Tiburcio Carías Andino, se ordenó que el salón tuviera el color mencionado anteriormente, representando al Partido Nacional. Tiempo después, el color fue variando hasta llegar al actual (blanco hueso). 
En la actualidad, el Salón Azul posee un total de 18 pinturas con el rostro de cada uno de los presidentes que ocuparon la Antigua Casa Presidencial; siendo el primero Rafael López Gutiérrez (1920-1924) y el último Rafael Leonardo Callejas (1990-1994). 

#### Jardines
- El jardín principal está en el centro de la Antigua Casa Presidencial y desde allí se pueden apreciar los diseños neo-medieval y neo-gótico que poseía la instalación, así como las grandes torres de seguridad que cuidaban del presidente. En el pasado estaba lleno de flores tales como la orquidia brasabola. En la actualidad, debido a su mantenimiento y flora exótica se decidió reemplazar por arbustos.

- El segundo jardín, que también se le consideraba un patio, tenía una vista hacia el río Choluteca y la ciudad de Comayagüela.

- El tercer y último jardín (actualmente no existe pues fue destruido durante el huracán Mitch) era donde se encontraban los animales, entre ellos conejos, venados y guaras o guacamayas. En 1990, estos animales fueron trasladados al Zoológico Nacional o Zoológico del Picacho durante la gestión de Rafael Leonardo Callejas.

#### Segundo nivel del edificio
En la segunda planta del edificio se encontraba el dormitorio presidencial, la oficina del presidente -la cual aun preserva-, sus muebles como parte del atractivo del museo y una terraza. En esta terraza el presidente sostenía reuniones importantes y tomaba aire fresco. Esta terraza cuenta con una vista panorámica hacia el cerro El Berrinche, lugar donde se llevó a cabo la Guerra Civil de 1924 entre Vicente Tosta, Francisco Martínez y Tiburcio Carías Andino (quienes buscaban llegar al poder). También posee habitaciones con bellas decoraciones, piezas de arte y candelabros de cristal y plata.

### Actualidad
Actualmente las instalaciones de la Antigua Casa Presidencial están ocupadas por el Centro Documental de Investigaciones Históricas de Honduras (CDIHH). A pesar de que ya no es el palacio presidencial, las autoridades de esta organización se han preocupado por mantener el lugar en un estado casi intacto, para que cualquiera pueda apreciar como era la vida de nuestros anteriores presidentes. 
El Centro Documental de Investigaciones Históricas de Honduras (CDIHH) tiene como objetivo dar un espacio de investigación a profesionales, escritores, historiadores y estudiantes con un énfasis en «Historia Patria» y está conformado por el Archivo Nacional de Honduras, el Archivo Etnohistórico y la Biblioteca Especializada en Antropología e Historia.